# 軍兵衛目安箱
『軍兵衛目安箱』（ぐんべえめやすばこ）はNETテレビ（現・テレビ朝日）系列にて1971年4月7日から9月29日まで毎週水曜21時からの1時間枠で放映された片岡千恵蔵主演の連続テレビ時代劇。全26回。

## 概要

### 内容
江戸時代中後期、八代将軍・徳川吉宗が江戸庶民の訴訟のために設置した目安箱。しかし、目安箱に投じられた訴状も全てが取り上げられるわけではなく、その訴状の大半は評定所への差し戻しなどを命じられることがあり、実際に将軍の目に触れ、取り上げられる訴状は少なかったため、万全とは言えなかった。小田原藩主で老中を勤める大久保加賀守家江戸上屋敷に詰める馬廻り役番頭・黒田軍兵衛は、主君の命を受け、そうした市井の事件や訴え、さらに自身や組下の若侍らが遭遇し目安箱への訴えに相応しいと考えられる事件などを、公的な職分から離れ、部下たちと共に解決していくほか、目安箱の制度をさらに良いものにするようにと訴えかけてもいく。

### 出演者
東映時代劇の重鎮俳優・片岡千恵蔵が67歳にしてテレビ時代劇初主演を果たしたことでも話題を集めた。また、亀石征一郎・遠藤辰雄・西田良（以上はレギュラー）・外山高士・小峰一男・勝部演之など、もっぱら悪役として知られている俳優が善人役として出演している場合がある。

## キャスト
- 黒田軍兵衛 … 片岡千恵蔵

老中・大久保加賀守家で千石取りの馬廻り役番頭。曲がったことを嫌い、市井の人々の暮らしに理解を示し、彼らの幸せを強く願い、それを脅かそうとする者には容赦をしない。筋が通らないと思ったことには、乗り込んでいった相手だけでなく、たとえ主君の大久保加賀守に対してでも一歩も退かず、むしろ己の身を捨てても相手と対峙することが多く、最終話で大久保加賀守から切腹の沙汰を受けても全く動じることはなかった。また、直属の部下（下記の宮田・三浦・榊原）や、奉公人たち思いなところもある。飾らない直言居士であり、次回予告では「硬骨の武士」と称されることが多い。
このような性分のため、組下の若侍たちからは「親分」と呼ばれ慕われるほか、中間・小物たちからも慕われる。そのためでもないが御用部屋よりも中間部屋にいることが多く、初期には中間と賭け将棋をしているところを梅田に見とがめられてもいる。普段は娘のお容や使用人の善兵ヱと三人暮らし。国元（劇中の梅田やお容との会話からするに箱根や早川が近く、海が見える何処か=小田原藩だと思われる）に妻（劇中には登場しないが、会話から見て存命中であると思われる）を残してきている。刀剣の目利きができ、武士としての刀剣の扱いにも一家言持つ（第10話など）。他に、釣り（第8、12話など）や将棋などを好む。さほど隙は見せないが、家老の藤田が琵琶を披露した際に居眠りをして赤恥をかいたことがある。
公的な職分を離れて事件に首を突っ込んで捜査のようなことを行っていることは、少なくとも藩内では公然の秘密であり、下記の三名（宮田・榊原・三浦）も藩内の同僚からそれを指摘されたことがあるほか、軍兵衛本人も梅田からそのことを指摘されることがある。
- 宮田兵助 … 渡辺篤史、榊原伝四郎 … 亀石征一郎、三浦和馬 … 倉丘伸太郎

いずれも軍兵衛の組下として忠勤に励む馬廻り役の若侍。いずれも150石取りで代々大久保家に仕えている模様。三浦は第14話より3年前の時点で出仕し始めたばかりだと述べており、同話中の会話から榊原は既にその時点から出仕していたと思われる。宮田に関して言及はないが、後述のように榊原を「先輩」と呼ぶ（三浦のことは「先輩」とは呼ばず、名前などで呼ぶ）ことから、初出仕の時期は榊原よりは後であり、三浦とは同時期辺りで、年齢的にも同輩程度だと思われる。
全員が軍兵衛を「親分」と呼び慕い忠誠を尽くし、捜査などを行う。用人・梅田から軍兵衛に対する「親分」という呼び方を注意されたことがある（第7話）が、次第に黙認されていった。上記のように榊原が多少年長らしく宮田から「先輩」と呼ばれ、少々堅物だが武術が得意なリーダー格。概ね冷静だが、家老の藤田に怒られて当たり散らしたことがある（第10話）。また、三浦と組んで宮田に嘘を吹き込んで怖がらせたことがある（第17話）。三浦は二枚目で、戦闘シーンでも相応に活躍する。宮田は恐がりのお調子者（榊原や三浦から度々「おまえは長生きする」と呆れられる）で、武術の腕前は今一つ（鍛錬にもあまり熱心ではない）ほか、酒好きで、時々事件に巻き込まれることがある（第5、9、19、23話など）。三人とも軍兵衛から酒食をご馳走になることが多いが、逆に軍兵衛のために一席設けたこともある。また、女性について何らかの取り決めがあるものと思われるような会話をすることがある。
宮田は第10話から口髭を生やして登場し、そこで榊原にその髭を注意されたが、以後も最終話までずっと口髭はそのままである。
- おゆう … 磯野洋子（第1、2、4 - 6、10、11、13、16、17、21、26話）

軍兵衛たちの行きつけの料理屋「ひさご」の看板娘だが最終回で自分の料理屋を開店させた。本人の言によれば浜育ち。三浦に反物を買ってもらったことがある。
- お容 …珠めぐみ（第1 - 4、6、8 - 10、12、13、15 - 17、19 - 26話）

軍兵衛の一人娘。国元から出てきて軍兵衛と一緒に暮らし、軍兵衛の面倒を見ている。普段はしとやかな物腰で上品な口ぶり、気配りも細やか。その一方、年頃の娘らしく軍兵衛に外出をせがんだりもする。第15話で軍兵衛の仕事を手伝い、高家の武士にも一歩も退かなかったが、幽霊は苦手（第17話）。榊原から帯を贈られたことがあるが、大五郎は苦手らしく相手にしない。琴を弾くことを得意とし、その弾き方の癖は母親似だという。
- おぼん … 岡田由紀子

大久保家の女中。山育ちで第8話の時点まで海を見たことがなかった。一人称は「あたい」。人の似顔絵を描くのが得意。宮田に淡い思いを抱くような言動を度々見せ、その宮田から簪を買ってもらったこともある。
- 亀蔵 … 遠藤辰雄

大久保家の中間頭。市井に顔が広い。飲み屋等にも詳しいが、榊原や三浦からは「あいつ（の情報）は当てにならない」と言われている。劇中には登場しないが女房がいるらしく、しょっちゅう喧嘩をし、家に帰れなくなるので屋敷に泊まることもある。第14話時点より3年前は小頭だった。宮田とつるむことが多い。酒好きだが酒癖はあまり良くなく、転んで腰を痛めたりもする。
- 大久保加賀守 … 柳生博（第1 - 3、6、9、26話）

譜代の重鎮小田原大久保家の当主で幕府の老中職を勤める。軍兵衛の主人に当たり、目安箱の評定や将軍家が外出の際の警護などを担当。年は若い。御落胤の男児がおり、軍兵衛が剣の稽古をつけている。俳句が趣味らしく句会を催すことがあるが、集まりが悪いと機嫌が悪いとされていて、少々短気らしい。
- 藤田 … 永野達雄（第1、2、4、7 - 9、21、22、26話）

大久保加賀守家江戸家老。生真面目で、軍兵衛やその組下の行動に頭を悩ませる。恐妻家らしく、妻からの贈り物のギヤマンの金魚鉢を榊原に壊され激怒したことがある（第10話。本人は未出演）。気弱な面もあり、自身が処断した宮田への処分を軍兵衛の入れ知恵によって撤回させられたことも。一方、大名家の使者を白木と一緒に追い返した際に「無策の策」とうそぶいて、大久保加賀守に叱られたこともある（第26話）。出入りの医師・玄石（演：北沢彪）から注意を受けるほどの美食健啖家（第8話）。琵琶が趣味らしく屋敷内で披露することがある（第7話）。「ちゅうざえもん」（漢字不明）という名前。
- 白木 … 海老江寛（第1、4、6、12、22、23、26話）

大久保加賀守家御用人。藤田同様に生真面目な性格。関ヶ原の合戦で先祖に軍功があったことが自慢で、屋敷内の若侍たちにその話をしたがる（第22、23話）。最終話で大名家の使者を体よく追い返した際、家老の藤田と「掛け合い漫才」のようなやり取りを見せた。「きゅうだゆう」（漢字不明）という名前。
- 虎吉 … 西田良（第1 - 17、19 - 22、25、26話）

大久保加賀守家江戸上屋敷の中間小頭。喧嘩が強いらしい。河岸に飲み友達がいる。一度、宮田に間違いから殴られたことがあり、この時のことを根に持っているらしく、後日、三浦に助けてもらった際には「（助けてもらったのが武術のダメな宮田でなく）三浦の旦那で良かった」と言っている。
- 島崎 … 小山田良樹（第1、3 - 5、9 - 18、20、21、24、26話）

町奉行所定町廻り同心。物腰は穏やか。軍兵衛たちには好意的で協力的。第1話の時点で榊原と普通に会話をしているので、その時点では既に面識があると思われる。「かんぺい」（漢字不明）という名前。
- 大村文平 … 香月涼二（第1 - 6、11、12、14、15、17、24、26話）

評定所番同心だったが第11話で関わった百姓の一件を機に、評定所を退職し文字を書けない町人のために代筆業を始める。しかし、第12話で早速島崎のところに売り込みに行ったにもかかわらず、男（大五郎）に逃げられた酌婦（第15話）や幽霊騒動に悩まされる旗本屋敷の奉公人連中（第17話）などろくな客が来ないので、仕事は暇なのかというと、ある夜に入った店で書類仕事をしたりするなど、意外にそうでもないらしい。最終話でおゆうが出した店の軒灯の字を書いた。
なお、評定所の番同心はこの大村の他に氏名不詳の者（演:小峰一男。第9、11、25話）がいる。
- おはま … 東竜子（第1、2、4、5、10、11、17、21話）

料理屋「ひさご」の女将。
- 善兵ヱ … 松田明（第2、13 - 17、21、22、24、26話）

国元から軍兵衛についてきて屋敷に仕えている黒田家の使用人。軍兵衛たちの外出先にもついて行くことがある（第17話）。国元には商家に奉公する息子と農家に嫁いだ娘（その娘には子もいる）がおり、富くじを当てて子らにいろいろ買ってやりたいと考えている。若いころ博打ですってんてんになった経験があるらしい。なお、第6話にはこの善兵ヱとは別の使用人が登場する。
- 山田 … 波多野博（第16、18、22、23、25、26話）

後半（第16話）以降に時々登場する大久保家の家臣。役向きは不明。登場の際は概ね真面目でお堅い雰囲気だが、初登場時だけ、おぼんに簪を買い与えた宮田を冷やかす一面を見せた。
- 梅田宗右ヱ門 … 大坂志郎

大久保加賀守家筆頭側用人。大久保加賀守に同行して登城する。そのため江戸城中でもそれ相応に顔が広い模様。軍兵衛らと親しく好意的で、軍兵衛の捜査にも表立っては協力しないが、その行動を黙認したり便宜を図ったりしている。その際、軍兵衛には「どうぞお手柔らかに」などと言う。当初は軍兵衛や組下の3人に屋敷内での立ち居振る舞いなどを注意する場面もあったが、次第にそれさえも黙認していった。また、自身も江戸の人口について屋敷内で話をした際に「当てた者には賞金を出す」などと言い始めて軍兵衛から冗談交じりにたしなめられたことがある（第5話）。
目安箱の訴えがなかなか取り上げられないことを憂慮して建白書を書こうとしたことがあり（第8話）、軍兵衛からも賛同を得た。それ以外にも目安箱の仕組みそのものに懐疑的な視線を見せることがあり、それが高じて最終話では職を賭して軍兵衛を庇う挙に出ている。このように普段は真面目な性格だが、たまにお茶目な面を見せることがある。
なお、第1話劇中で自身のセリフに絡めて目安箱に関する説明のナレーションを入れている。
- 伴大五郎 … 若山富三郎（第1、2、15、22、25話）

浪人。第1話で軍兵衛らと懇意になり、協力する。軍兵衛を「先輩」や「お父さん」（第15話以降）と呼び、宮田からは「大ちゃん」と呼ばれる。女好きで、おゆうの尻を触ったり（第2話）、飲み屋や女郎屋に入り浸っては適当なことを女に言って期待を持たせ、面倒になると逃げ出してくる（第15、25話。第15話では逃げを打つためにわざと微罪を犯して牢に入ってさえおり、なかなか出ようとしなかった）。しかし、女好きのせいで旅芸人一座から枕探しをやられたこともある（第22話）ほか、女との手切れ金を軍兵衛にせびって軍兵衛を呆れさせたこともある（第2話）。第15話で軍兵衛の屋敷を訪れた際にお容と出会い一目惚れし（軍兵衛を「お父さん」と呼び始めたのはそのため）、ちょっかいをかけるが相手にしてもらえない。第25話で髷を落として旅に出たが、これも女から逃げ出すためだった。
武芸はそれなりに強いが、第2話では女郎に投げ飛ばされたことがある。次回予告に於いては「不敵な浪人」と称されることが多い。お容や梅田の前で適当な名を名乗ることがある。出演時のクレジットは常に止め（出演者の最後）に来る。

## 放映リスト
| 話 | 放送日        | サブタイトル     | 監督     | ゲスト |
| -- | ------------- | ---------------- | -------- | --- |
| 1  | 1971年 4月7日 | 江戸一番の朝     | 松尾正武 | 森次浩司（庄吉）、長谷川峯子（おきぬ）、清水元（大沼了雲）、江見俊太郎（天野陣右ヱ門）、山田禅二（源兵ヱ）、西康一、須永克彦、古林泉、島田秀雄、牧淳子、坂東京三郎、榎原政一、八尋洋、小峰一男                                                                                       |
| 2  | 4月14日       | 陽の当たる町     | 松尾正武 | 勝部演之（浦部主水）、小野恵子（おすみ）、岩田直二（伊兵ヱ）、西山嘉孝（唐木屋）、野崎善彦、中村錦司、小柳圭子、八代郷子、佐名手ひさ子、浜伸二、香川雅人、井上茂、疋田泰盛 |
| 3  | 4月21日       | 脱牢者の待つ道   | 松尾正武 | 天知茂（岩田新三郎）、御影京子（おゆみ）、吉田義夫（庄兵ヱ）、穂積隆信（村上将監）、的場達雄、丘路千、川浪公次郎、紅かほる、土橋勇、善賢一、智村清、榎原政一 |
| 4  | 4月28日       | 春十年           | 佐々木康 | 中村玉緒（おしん）、長谷川明男（敬太）、幸田宗丸（巴屋）、戸上城太郎（猪又）、千葉敏郎、芦田鉄雄、山口幸生、野崎善彦、北原将光、有島淳平、森源太郎、美松艶子、市川裕二 |
| 5  | 5月5日        | 百万人の声       | 松尾正武 | 蜷川幸雄（文五郎）、和田一壮（石田要助）、志乃原良子（その江）、汐路章（伊三郎）、楠本健二、阿波地大輔、山本弘、滝譲二、南部彰三、石沢健、国睦子、野崎善彦、大城泰、森章二、江上正伍、宮城幸生、前川良三、泉好太郎、村居京之輔、木谷邦臣、富永佳代子、山田みどり、春藤真澄、森谷敏宏 |
| 6  | 5月12日       | 魔剣             | 佐々木康 | 美川陽一郎（弥平）、春日章良（秋山）、大丸二郎（周作）、望月真理子（おけい）、菅貫太郎（松平伊織）、外山高士（近藤鏡次郎）、廣田龍治、 熊谷武、寺内文夫、藤川弘 |
| 7  | 5月19日       | 十三両の金       | 井沢雅彦 | 江原真二郎（文造）、穂高稔（勘次郎）、見明凡太郎（弥左ヱ門）、有吉ひとみ（おたき）、岩村百合子（おせつ）、加賀爪清和（仙吉）、野口元夫（蔵前屋）、西田昭市（土田外記）、飯田覚三、高崎継義、河東けい、月形哲之介、蓑和田良太、有島淳平、池田謙治、平河正雄、古閑達則                 |
| 8  | 5月26日       | 見知らぬ男の夜   | 松尾正武 | 鮎川いづみ（おはる）、北沢彪（玄石）、金井大（源蔵）、宮浩之（文吉）、中村是好、原聖四郎、浜崎満、浪花五郎、笹木俊志、淡路康、伊藤好光、川辺俊行、伊玖野栄子 |
| 9  | 6月2日        | 消えた侍         | 松尾正武 | 中野誠也（吉野源助）、北見治一（十郎兵ヱ）、北川めぐみ（八重）、成瀬昌彦（神谷転）、国一太郎、黒木佐甫良（孫市）、杉野由加里（おみね）、武田禎子（おとき）、広瀬義宣、島田秀雄、宮城幸生、小峰一男、森源太郎、藤長照夫、森谷譲、岩尾正義、志茂山高也                                 |
| 10 | 6月9日        | 鎧通しの錆       | 井沢雅彦 | 太田博之（源吉）、坂口徹（近藤左京）、川島育恵（おしげ）、高城淳一（原与太夫）、寺島勇作（藤兵ヱ）、阿木五郎、八汐路佳子、小田真士、加藤匡志 |
| 11 | 6月16日       | いろはにほへと   | 松尾正武 | 小栗一也（与吾作）、坂本幸子（おしず）、山岡徹也（松五郎）、横森久（唐木田）、不破潤（森川）、浜伸二（国造）、太田優子、大月正太郎、佃和美、畑中伶一、小峰一男、井上茂、織田佐恵子、大野恵美子、古井直子、高橋美智子、平岩一美                                                       |
| 12 | 6月23日       | 流離の町         | 佐々木康 | 前田吟（佐吉）、中村敦夫（大槻敬四郎）、片山真由美（おみな）、三戸部スエ（おくに）、矢野宣（弥左ヱ門）、山本清、香川秀人、遠山金次郎、前田友浩、佐々木松之亟 |
| 13 | 6月30日       | 燃える華         | 佐々木康 | 光川環世（お京）、藤岡重慶（吉五郎）、清川新吾（才助）、谷口完（杉右ヱ門）、小川真司（要吉）、池信一（利助）、山本一郎、岸本康子、元長摂、藤沢徹夫、徳田実、森谷譲、平河正雄、伊東好光、那須伸太朗、疋田泰盛                                                                         |
| 14 | 7月7日        | 誰も知らない女   | 佐々木康 | 伊吹吾郎（大原次郎太）、真屋順子（おたか）、外山高士（関谷）、稲吉靖（伊太吉）、五味竜太郎（猪文）、西山辰夫、藤山喜子、川谷拓三、山口朱実、志賀勝、高並功、市川裕二 |
| 15 | 7月14日       | うぶすなの剣     | 松尾正武 | 沢井桂子（おえん）、高角宏暁（笹野圭次郎）、正司花江（おでん）、飯沼慧（鈴木式部）、北村英三（町田）、小島恵子（おこん）、須永克彦、準見淳、石沢健 |
| 16 | 7月21日       | 迷い道の町       | 佐々木康 | 高津住男（与市）、三原有美子（おらん）、上林詢（次助）、山田禅二（七兵ヱ）、おいち：井原千寿子（おいと）、国田栄弥、北川俊夫、下元年世、新屋英子、土橋勇、小笠原町子、森谷譲、三沢孝年、篠原一郎、山田光子                                                                           |
| 17 | 7月28日       | 井戸の中の顔     | 井沢雅彦 | 青柳三枝子（志津）、北林早苗（藤尾）、宮口二朗（永井大学）、鮎川浩（内藤）、佃和美、榊浩子、峰蘭太郎 |
| 18 | 8月4日        | 流れ星の花       | 松尾正武 | 野川由美子（おりん）、入川保則（八十吉）、田口計（川北勝次郎）、山本弘、田畑実行、浜伸二、熊谷武、岩尾正隆、井上茂、森谷譲 |
| 19 | 8月11日       | 密告             | 松尾正武 | 葉山葉子（志乃）、山下洵一郎（大町要之進）、永山一夫（土井）、富川澈夫（伍平）、原健策（鏑木）、島田景二郎（吉野）、山根久幸（谷口）、山村弘三、有島淳平、藤田千代美、川辺俊行、智村清                                                                                               |
| 20 | 8月18日       | 子供は見ていた   | 井沢雅彦 | 安部徹（小金井隼人）、北竜二（一色瀬太夫）、明石潮（真崎）、石浜祐次郎（儀兵ヱ）、双葉弘子（おりん）、三田雅美（お妙）、森章二、関真吾、佐々木松之亟、榎原政一、岡嶋艶子 |
| 21 | 8月25日       | 明るい夜のかげに | 松尾正武 | 河津清三郎（大国屋）、和田一壮（矢之助）、沢宏美（早苗）、勝部演之（近藤弥三郎）、夏目俊二（大室）、中村錦司、八代郷子、平沢彰、坂東京三郎、森敏光、片桐竜次、成瀬正孝 |
| 22 | 9月1日        | 宿場．暁の中に   | 松尾正武 | 長谷川哲夫（仁助）、金井由美（りえ）、玉川伊佐雄（猪股）、小柴幹治、有川正治、小津敏、大城泰、大河内宏太郎、和田昌也、小田真士、山下義明、伊東好光、内藤康夫、長島伸夫、藤本秀夫 |
| 23 | 9月8日        | 軍略の時         | 松尾正武 | 弓恵子（おゆみ）、今井健二（前原佐助）、舟橋元（船越一角）、京春上（おあき）、浜崎満（吉川）、滝譲二、蓑和田良太、大城泰、立花幸、春藤真澄、白井孝史、有田剛、美川怜子 |
| 24 | 9月15日       | 海を渡ってきた   | 井沢雅彦 | 赤座美代子（みね）、和崎俊也（清吉）、服部哲治（坂本甲斐守）、池田忠夫（熊蔵）、松本克平（卯平ヱ）、粟屋芳美（芳江）、千葉保、山本一郎、土橋勇、佐名手ひさ子、池田謙治 |
| 25 | 9月22日       | 将軍暗殺         | 井沢雅彦 | 星美智子（おぎん）、山岡徹也（牛五郎）、加藤恒喜（爲吉）、北見唯一、三木豊（啓吉）、道井恵美子、秋山勝俊、小峰一男、伊玖野暎子 |
| 26 | 9月29日       | きょうも江戸に   | 佐々木康 | 高須賀夫至子（せつ）、川合伸旺（宮武陣蔵）、森健二（阿部但馬守）、増田順司（太田）、広瀬義宣 |

## スタッフ
- プロデューサー：上月信二、田村嘉
- 原作・脚本：結束信二
- 音楽：渡辺岳夫
- 撮影：羽田辰治、平山善樹、脇武夫、森常次、木村誠司、玉木照芳、柾木兵一
- 照明：佐々木政一、谷川忠雄、岡田耕二、林春海、松井薫、藤井光春、椹木儀一
- 美術：寺島孝男、宇佐美亮、塚本隆治
- 録音：山根定男、小野岡道秀、小金丸輝貴
- 計測：宮川俊夫、佐賀彰、山元豊、長谷川武次、水島淳一
- 記録：石田芳子、井津美智子、桧垣久恵、宮内喜久子、佐藤利子、大城美佐子、篠敦子
- 編集：戸川博、鳥居勉、島村智之
- 衣裳：石倉元一、荒堀実秋
- 美粧：堤野正直
- 結髪：河野節子、浜崎喜美江、水巻春江
- 装飾：縄田功、斎藤寿也、門明淳、服部公男
- 装置：曽根美装
- 助監督：上杉尚祺、曽根勇、福井司、内沢豊
- 擬斗：上野隆三
- 進行主任：今井正夫
- 現像：東洋現像所
- ナレーター：泉田行夫 …… ただし、第3話冒頭を除き劇中に泉田が担当するナレーションは無く、全話次回予告を担当。
- 演奏：渡辺岳夫とチェンバリカ・アンサンブル
- 監督：松尾正武、佐々木康、井沢雅彦
- 制作：東映、NET[12]

## ネット配信
- YouTube「東映時代劇YouTube」で、2023年9月1日から「据置枠」で第1・2話が常時無料配信されている。